# هاكان بالتا
خاقان قادر بلطه (بالتركية: Hakan Balta)‏ ، من مواليد 23 مارس 1983 في برلين في ألمانيا ، لاعب كرة قدم تركي.
يلعب مع نادي غلطة سراي منذ عام 2007.
يلعب مع منتخب تركيا لكرة القدم.

## مسيرته الكروية
لعب هاكان بالتا خلال مسيرته الاحترافية مع 3 أندية في تسعة عشر موسمًا وسجل خلالها 32 هدفًا ضمن 402 مباراة. حيث فاز في ثلاثة مواسم بالكأس وفي خمسة مواسم بالدوري.
خاض هاكان بالتا مسيرته مع Hertha BSC II ‏ في موسم 2000–01 واستمر معه طيلة ثلاثة مواسم، مشاركًا في 42 مباراة سجل خلالها 3 أهداف. ثم انتقل إلى نادي مانيساسبور في موسم 2003–04 ليلعب معه خمسة مواسم، حيث شارك في 116 مباراة سجل خلالها 19 هدفًا. لينتقل بعدها إلى نادي غلطة سراي في موسم 2007–08 ليلعب معه أحد عشر موسمًا، مشاركًا في 244 مباراة سجل خلالها 10 أهداف.

## روابط خارجية
- هاكان بالتا على موقع IMDb (الإنجليزية)

- هاكان بالتا على موقع الاتحاد الدولي (مؤرشف)  (الإنجليزية)
- هاكان بالتا على موقع الاتحاد الأوربي (الإنجليزية)
- هاكان بالتا على موقع اتحاد تركيا (لاعب) (الإنجليزية)
- هاكان بالتا على موقع قاعدة بيانات كرة القدم.إي يو (الإنجليزية)
- هاكان بالتا على موقع ناشيونال فوتبول تيمز (الإنجليزية)
- هاكان بالتا على موقع Soccerbase.com (لاعب) (الإنجليزية)
- هاكان بالتا على موقع Soccerway.com (الإنجليزية)
- هاكان بالتا على موقع عالم كرة القدم.نت (الإنجليزية)
- هاكان بالتا على موقع كووورة
- هاكان بالتا على موقع AS.com (الإسبانية)